# Magnus Kofod Andersen
Pour les articles homonymes, voir Kofod et Andersen.
Magnus Kofod Andersen, né le 10 mai 1999 à Hundested au Danemark, est un footballeur danois qui évolue au poste de milieu de terrain au Sparta Prague.

## Biographie

### FC Nordsjælland
Né à Hundested au Danemark, Magnus Kofod Andersen commence le football au Hundested IK avant d'être formé à partir de ses dix ans au FC Nordsjælland. Il prolonge son contrat avec son club formateur en octobre 2017, jusqu'en 2022. 
C'est avec ce club qu'il fait ses débuts professionnel, jouant son premier match le 17 juillet 2017, lors de la première journée de la saison 2017-2018 de Superligaen, l'élite du football danois, en entrant en jeu lors de la victoire des siens par deux buts à un sur la pelouse de l'Odense BK. Il est titularisé pour la première fois en championnat dès le 30 juillet 2017, lors d'une victoire 3-2 de Nordsjaelland contre l'Aalborg BK.
Il joue sa première rencontre en Ligue Europa le 26 juillet 2018, lors des matchs de qualifications. Ce jour-là, le FC Nordsjælland affronte les Suédois de l'AIK Solna, qu'ils battent sur le score de 1-0, et le buteur du match n'est autre que Kofod Andersen, qui inscrit ainsi son premier but en professionnel.
Après le départ de Mikkel Rygaard au ŁKS Łódź en janvier 2021 et l'absence de Kian Hansen sur blessure, Magnus Kofod Andersen est nommé capitaine du FC Nordsjælland en mars 2021. Dans une équipe très jeune, il est l'un des joueurs les plus expérimentés malgré son jeune âge et une valeur sûre du championnat. Il reste toutefois fidèle à Nordsjælland bien qu'un départ à l'été 2021 est envisagé, à un an de la fin de son contrat.
Alors que son contrat se termine en juin 2022, un départ est évoqué à l'issue de celui-ci. Kofod Andersen visite notamment les installations du Venise FC en avril 2022. Son départ de Nordsjælland est officialisé le mois suivant, il quitte le club librement à la fin de la saison, à expiration de son contrat.

### Venise FC
Le 26 mai 2022, Magnus Kofod Andersen s'engage avec le Venise FC, qu'il rejoint officiellement le 1er juillet 2022. Il signe un contrat de trois ans, soit jusqu'en juin 2025.
Kofod Andersen joue sous premier match sous ses nouvelles couleurs le 14 août 2022, lors de la première journée de la saison 2022-2023 de Serie B contre le Genoa CFC. Il entre en jeu à la place de Gianluca Busio et son équipe s'incline (1-2 score final).

### Sparta Prague
Le 12 janvier 2025, lors du mercato hivernal, Magnus Kofod Andersen signe en faveur du Sparta Prague.
Kofod Andersen fait sa première apparition pour le Sparta le 2 février 2025, lors d'une rencontre de championnat face au 1. FC Slovácko. Il entre en jeu à la place de Qazim Laçi et son équipe s'impose par deux buts à zéro. 

### En sélection nationale
Magnus Kofod Andersen représente l'équipe du Danemark des moins de 19 ans. Il joue quatre matchs rentrant dans le cadre des éliminatoires du championnat d'Europe des moins de 19 ans, avec pour résultats deux victoires et deux nuls.
Le 7 septembre 2018, il figure pour la première fois sur le banc des remplaçants de l'équipe espoirs, mais sans entrer en jeu, lors d'un match contre la Finlande rentrant dans le cadre des éliminatoires de l'Euro espoirs 2019 (victoire 2-0). Magnus Kofod Andersen honore finalement sa première sélection avec l'équipe du Danemark espoirs le 14 novembre 2018, lors d'une défaite 4 buts à 1 en amical contre l'Espagne.
En juin 2019, il participe avec les espoirs au championnat d'Europe espoirs organisé en Italie. Lors de cette compétition, il joue deux matchs. Malgré un bilan honorable de deux victoires et une défaite, le Danemark ne parvient pas à dépasser le premier tour.
Le 12 janvier 2020, il officie pour la première fois comme capitaine des espoirs, lors d'une rencontre amicale face à la Slovaquie (victoire 3-1). En novembre de la même année, il est appelé pour la première fois avec le Danemark après plusieurs forfait du à la Pandémie de Covid-19 mais n'entre pas en jeu.

## Statistiques
| Saison                | Club                  | Championnat           | Championnat | Championnat | Coupe(s) nationale(s) | Coupe(s) nationale(s) | Compétition(s) continentale(s) | Compétition(s) continentale(s) | Compétition(s) continentale(s) | Barrages | Barrages | Total | Total |
| Saison                | Club                  | Division              | M.          | B.          | M.                    | B.                    | Comp.                          | M.                             | B.                             | M.       | B.       | M.    | B.    |
| 2017-2018             | FC Nordsjælland       | Superligaen           | 33          | 0           | -                     | -                     | -                              | -                              | -                              | -        | -        | 33    | 0     |
| 2018-2019             | FC Nordsjælland       | Superligaen           | 31          | 0           | 1                     | 0                     | C3                             | 4                              | 1                              | -        | -        | 36    | 1     |
| 2019-2020             | FC Nordsjælland       | Superligaen           | 36          | 1           | 1                     | 0                     | -                              | -                              | -                              | -        | -        | 37    | 1     |
| 2020-2021             | FC Nordsjælland       | Superligaen           | 32          | 4           | -                     | -                     | -                              | -                              | -                              | -        | -        | 32    | 4     |
| 2021-2022             | FC Nordsjælland       | Superligaen           | 31          | 1           | 2                     | 0                     | -                              | -                              | -                              | -        | -        | 33    | 1     |
| Sous-total            | Sous-total            | Sous-total            | 163         | 6           | 4                     | 0                     | -                              | 4                              | 1                              | -        | -        | 171   | 7     |
| 2022-2023             | Venise FC             | Serie B               | 26          | 0           | -                     | -                     | -                              | -                              | -                              | 1        | 0        | 27    | 0     |
| 2023-2024             | Venise FC             | Serie B               | 20          | 0           | 1                     | 0                     | -                              | -                              | -                              | 3        | 0        | 24    | 0     |
| 2024-2025             | Venise FC             | Serie A               | 14          | 1           | 1                     | 0                     | -                              | -                              | -                              | -        | -        | 15    | 1     |
| Sous-total            | Sous-total            | Sous-total            | 60          | 1           | 2                     | 0                     | -                              | -                              | -                              | 4        | 0        | 66    | 1     |
| 2024-2025             | Sparta Prague         | První Liga            | 9           | 0           | 2                     | 0                     | -                              | -                              | -                              | -        | -        | 11    | 0     |
| Sous-total            | Sous-total            | Sous-total            | 9           | 0           | 2                     | 0                     | -                              | -                              | -                              | -        | -        | 11    | 0     |
| Total sur la carrière | Total sur la carrière | Total sur la carrière | 232         | 7           | 8                     | 0                     | -                              | 4                              | 1                              | 4        | 0        | 248   | 8     |